# Ниблум
Ниблум (нем. Nieblum) — община в Германии, в земле Шлезвиг-Гольштейн.
Входит в состав района Северная Фрисландия. Подчиняется управлению Фёр-Амрум. Население составляет 626 человек (на 31 декабря 2010 года). Занимает площадь 7,86 км².
Официальным языком в населённом пункте, помимо немецкого, является севернофризский.

## Примечания

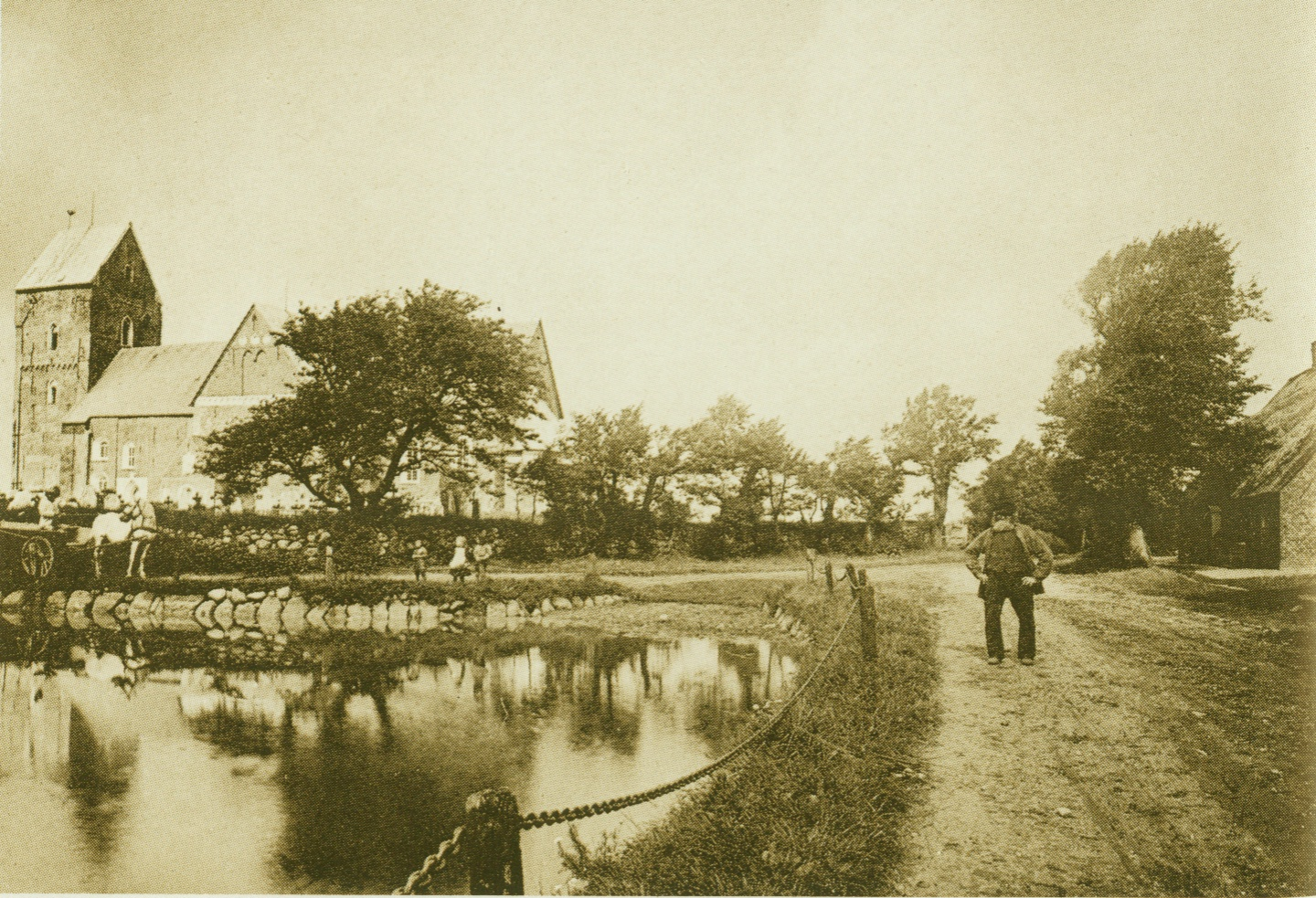
Церковь